# Chubb Rock
Chubb Rock, pseudonimo di Richard Simpson (Kingston, 28 maggio 1968), è un rapper statunitense che ha pubblicato diversi fortunati album hip hop durante l'inizio degli anni 1990.
Il suo album del 1991 intitolato The One, è salito fino alla posizione n.13 "Top Hip-Hop/R&B" chart dell'anno per Billboard. Tre singoli estratti dall'album, hanno raggiunto la prima posizione nella classifica dei singoli rap nel medesimo anno.
L'anno successivo ha visto la pubblicazione dell'album I Gotta Get Mine Yo, un disco che ha visto la partecipazione di artisti quali Grand Puba, Poke e Rob Swinga. L'album ha anche permesso ai produttori Trackmasters (di cui Poke fa parte) di salire alla ribalta della scena musicale hip hop, producendo successivamente per molti dei più importanti artisti della scena statunitense.
Chubb Rock è stato inoltre membro, nel 1995, del gruppo Crooklyn Dodgers '95, progetto rap composto anche da O.C e Jeru the Damaja.

## Discografia

### Album
- 1988: Chubb Rock
- 1989: And The Winner Is...
- 1991: The One
- 1991: Treat Em Right
- 1992: I Gotta Get Mine Yo
- 1997: The Mind

### Singoli
- 1989: Ya Bad Chubbs
- 1990: Stop That Train
- 1991: The Chubbster
- 1991: Treat Em Right
- 1992: Just The Two Of Us
- 1992: Lost In The Storm
- 1992: The Big Man
- 1993: Yabadabadoo